# 羅樂德
羅樂德（Dorothy Law Nolte，1924年1月12日—2005年11月6日，又譯諾爾蒂或多洛西·羅·諾特）是美國的著名社會學家及精神治療師，擅長於家庭動力學（Family Dynamics）。她最廣為人知的作品，是兩本以詩節作體裁，有關兒童及青少年成長的書。

## 生平
羅樂德出生於經濟大蕭條期間的美國加州洛杉磯市，是他的電工父親和太太唯一的女兒。在少年期，她已經在當地的醫院擔任志工。在這時，她發現自己很愛聆聽病人的傾訴。這經驗引領她日後努力於為其他人提供各種心理上的治療。
羅樂德的全名其實是她的本名加上兩任丈夫的姓。她與前夫道爾活特·羅(Durwood Law)的婚姻以離婚收場，並於1959年與克勞特·樂德結婚。她的兩本作品都是與賴修·賀立斯(Rachel Harris)合著。她的寫作生涯始於1954年，當時她為南加州一份報紙撰寫專欄。
羅樂德一生曾經做過很多不同類型的工作，但都環繞着家庭及心理治療這兩個環節。
2005年11月6日，羅樂德與世長辭，享年81歲。

## 著作列表
- Teenagers Learn What They Live: Parenting to Inspire Integrity & Independence (2002年10月14日，與賴修·賀立斯合著) ISBN 0761121382
- Children Learn What They Live: Parenting to Inspire Values (1998年) ISBN 0761109196

## 外部連結
https://www.childrenlearnwhattheylive.com/ （页面存档备份，存于）